# Chakuza
Chakuza, de son vrai nom Peter Pangerl, né le 22 février 1981 à Linz, est un rappeur autrichien. Il vit à Berlin, en Allemagne, où il signe en 2006 sous le label de Bushido, Ersguterjunge. Le 22 novembre 2012 il annonce qu'il rejoint le label Four Music sous lequel il sortira quelques mois plus tard son quatrième album solo, Magnolia.

## Biographie
Chakuza forme un groupe en collaboration avec DJ Stickle et MC J appelé Verbale Systematik, puis rebaptisé en 2002 Beatlefield. Un peu plus tard J quitte la formation. Le duo de production signe au label Ersguterjunge en 2005.
En début octobre 2006, il collabore avec Bizzy Montana sur l'album Blackout, qui débute 69e des classements musicaux. Le 2 mars 2007, son premier album solo City Cobra, est classé 10e des charts allemands. Avant cette sortie, le single Eure Kinder, qui fait aussi participer Bushido, est publié le 23 février. Le 7 mars 2007, Chakuza est invité avec Bushido au TRL. En août 2007, Chakuza est nommé dans la catégorie « nouveaux sons européens » aux MTV Music Awards.
Le 16 avril 2010, Chakuza publie son troisième album solo Monster in mir sur Ersguterjunge. Peu avant, il sort le single Monster qui fait participer le chanteur américain Konshens. En novembre, Chakuza quitte Ersguterjunge pour se consacrer à une carrière indépendante. Le 3 décembre 2010 sort la mixtape Suchen unf=d Zerstören II, qui fait participer Timid Tiger, Vega, Bizzy Montana, Mark Sloan, Jack Untawega, D-Bo, et David Asphalt. Entre 2006 et 2010, Chakuza réside à Berlin, en Allemagne, après quoi il revient dans sa ville natale Linz, puis repart de nouveau pour Berlin.
Le 21 mars 2011 sort la chanson Salem II. Le 7 juillet 2011, il publie son EP Lost Tapes en téléchargement. En novembre 2012, Chakuza annonce sa signature au label Four Music. Le 8 mars 2013, Chakuza publie son quatrième album solo, Magnolia,. En février 2014, Chakuza joue dans la série télévisée Wien – Tag und Nacht. Le 5 septembre la même année sort l'album Exit et annonce en même temps s'être retiré dans la province hollandaise, où il a trouvé son havre de paix.
Pour compléter la trilogie (Magnolia et Exit), Chakuza sort l'album Noah en 2016. Par la suite, il annonce la production de nouveaux de battles. En mars 2017, il sort Blackout 2, avec Bizzy Montana.

## Discographie
- 2006 : Blackout (street-album avec Bizzy Montana) (Ersguterjunge)

1. Intro
2. Blackout
3. Regentage (feat. Billy)
4. Hier/Da
5. Zu viel (feat. Midy Kosov)
6. Geschichten schreiben
7. Herz, Blut, Lunge (Remix)
8. Was ist passiert
9. Zu lange (feat. D-Bo & Nyze)
10. Ja und nein
11. Alles
12. Es kommt wie es kommt (feat. Midy Kosov)
13. Hand im Feuer Pt. 2 (feat. Joshi & Raf)
14. Feiner Sand
15. Ganxta Ganxta
16. Wozu
17. Macht was ihr wollt
18. Kein Zurück (feat. Raf)
19. Outro

- 2007 : City Cobra (Ersguterjunge)

1. Intro
2. Gott sei Dank
3. Wo sind sie jetzt?
4. Tage des Donners
5. Eure Kinder (feat. Bushido)
6. Hollywoodreif
7. Killamusic
8. Augen auf, Klappe zu
9. Sollten alle untergehen
10. City Cobra (feat. Raf Camora)
11. Salem
12. Was glaubst du? (feat. Sprachtot)
13. Ein verdammter Song
14. Diese eine
15. Over the Top
16. Outro

- 2008 : Unter der sonne (Ersguterjunge)

1. Intro
2. Blind (feat. Evelyn)
3. Unter der Sonne(feat. Bushido)
4. Licht und Schatten (feat. Nyze)
5. Running Man
6. Geht nicht (feat. Raf Camora)
7. Stahlstadtjunge
8. Lass mich atmen (feat. Tarééc)
9. E.R. (feat. Bizzy Montana)
10. Jackpot (feat. Lenny Wolf)
11. Ich warte
12. Asozialenslang (feat. Summer Cem)
13. Was ist passiert?
14. Wir marschieren
15. Krieg im Kopf
16. Outro
17. Legenden (feat. Sprachtot)
18. Schlag Alarm (feat. Kay One)
19. Nur wenn ich schlafe
20. Was dann? (feat. D-Bo)
21. M.O.T.U. (feat. Presi)

- 2010 : Monster in Mir (Ersguterjunge)

1. Intro
2. Wolken
3. Alarmsignal
4. Blind stumm abgefucked (feat. Bizzy Montana)
5. Assozial & Fame
6. Ich hör sie reden
7. Der Tag an dem du gehst (feat. Nazar)
8. Welt auf meinen Schultern (feat. Max Grubmüller)
9. Monster (feat. Konshens)
10. Cowboy
11. Randalieren
12. Wunderland (feat. Sera Finale)
13. Junglestadt
14. Email für dich
15. Alles zu spät (feat. DJ Stickle)
16. Nicht mehr hier
17. Gold und Silber (feat. Raf Camora)
18. Schwarzer Mann
19. Outro

- 2013 : Magnolia (Four Music)

1. Ich lauf
2. Kopf unter Wasser
3. Hollywoodliebe
4. Notlandung auf Berlin (feat. Sebastian Madsen)
5. Windmühlen
6. Schneekugel
7. Magnolia Interlude
8. Berge Verschieben
9. Dieser eine Song
10. Decke
11. Soundtrack deines Lebens
12. Übers Meer
13. Sanduhr
14. Alles gut
15. Stehenbleiben
16. Schwarz – Weißes Hotel
17. Irgendwie/Irgendwas
18. Geisterfahrer

- 2014 : Zodiak (album avec Raf Camora) (Indépendant)

1. Intro
2. Bombe (feat. Joshi Mizu)
3. Ruhe nach dem Sturm (feat. Joshi Mizu)
4. F-U-K-K
5. Endlich alt
6. Alles raus (feat. Joshi Mizu)
7. R.A.G.E.
8. Kopf der Boss
9. Klepto (feat. Joshi Mizu)
10. Ein Herz für Hater (feat. Joshi Mizu)
11. Der Wahrheit (feat. Joshi Mizu)
12. B.F. Allstars 3 (feat. Bizzy Montana, Pireli & Sprachtot)
13. Zodiak (feat. Joshi Mizu)
14. Brot & Diamanten
15. Danke
16. Musik (Bonus Track) (feat. Joshi Mizu)

- 2014 : Exit (Four Music)

1. Tür zu
2. 1000 Dinge
3. Drehscheibe
4. Dunkel-Hell
5. Licht aus
6. Gegenwind
7. Exit
8. Stück für Stück
9. Charlie Brown
10. RBM (feat. Jonathan Walter)
11. Halbzeit
12. Off
13. Glas-Beton (feat. Maxim)
14. Roofer
15. Raupe (feat. Raf Camora)
16. Anfang des Traums
17. Tür auf